# Hrdibořice
Obec Hrdibořice se nachází v okrese Prostějov v Olomouckém kraji. V blízkosti obce protéká říčka Blata. Žije zde 212 obyvatel.

## Název

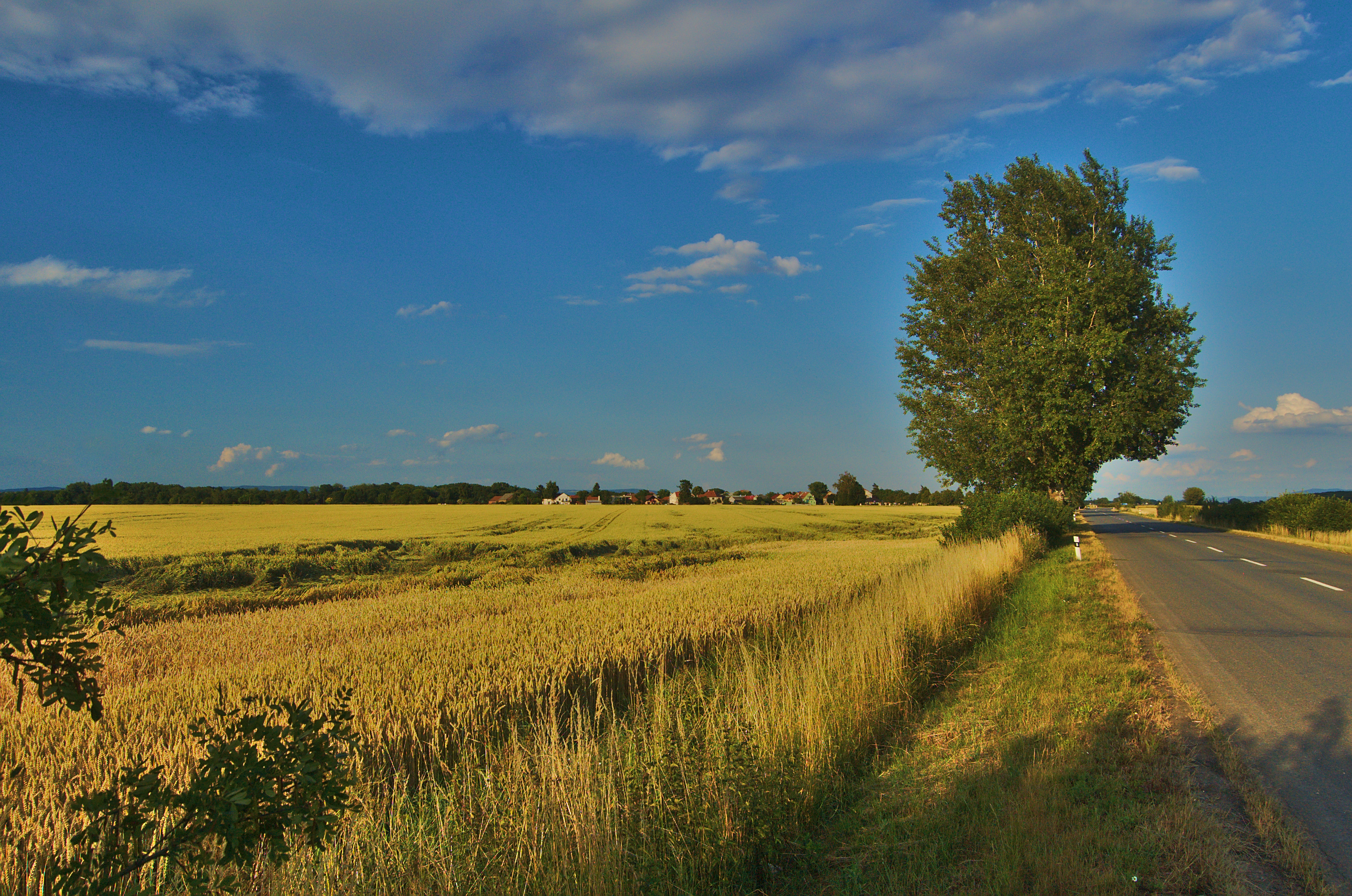
Hrdibořice od silnice na Prostějov

Jméno vesnice se zapisovalo jako Hrdibořice, Hrděbořice nebo Hrdobořice. Původně šlo o označení obyvatel vsi odvozené od osobního jména Hrděbor/Hrdibor (v jeho druhé části je základ slovesa brati - "bojovat"), které znamenalo "Hrdi/ěborovi lidé".

## Historie

### Pravěké osídlení
Asi nejstarším předmětem nalezeným na území Hrdibořic je kamenný fasetovaný sekeromlat, který byl roku 1924 ve vlastnictví stařechovického faráře Karla Loníčka. Archeolog A. Gottwald tento předmět datoval do období kultury se šňůrkovou keramikou. Soubor keramického materiálu potvrdil intenzivní osídlení na trati Spálenky. Nálezy byly zasazeny do doby bronzové a starší doby železné. Ze stejné lokality pochází i materiál z období, kdy toto území obývali Keltové. Pozdější doklady pochází až z doby římské.

### První písemná zmínka
První písemná zmínka o obci pochází z roku 1254. V ní král Přemysl Otakar II. projevuje své rozhodnutí, že louka mezi Hrdibořicemi a kralickým mostem patří olomoucké kapitule. Hrdibořice byly v té době majetkem moravského markraběte. V roce 1321 zastavil Jan Lucemburský Hrdibořice spolu s Tovačovem, Věrovany, Oplocany, Výkleky (zaniklá obec), Kralicemi a Pivínem Jindřichovi ml. z Lipé. Hrdibořice později měnily svého majitele až do období let 1468–1482 (přesné datum není známo), kdy se na dlouhou dobu stávají součástí tovačovského panství.
Dalším zlomovým bodem pro Hrdibořice byl revoluční rok 1848. Tehdy bylo zrušeno poddanství a tudíž byly obce vyvázány z majetků panství. Posledním šlechticem který vlastnil Hrdibořice byl Jan z Kühnberku. V roce 1870 byla v Hrdibořicích postavena škola, která ale dnes již nefunguje.

## Současnost
Po roce 1989 se život v obci postupně rozvíjel. Proběhla rozsáhlá oprava hřbitova, rekonstrukce kaple sv. Floriána, kompletní plynofikace (1993–1994), výstavba kanalizace a čističky odpadních vod (1993-2002), oprava mostu u Olší, rekonstrukce budovy obecního úřadu, vestavba a přístavba 2 obecních bytů (1996–1997), vybudování místní komunikace v ulici k farmě. Počátkem jara roku 2014 byl skácen jeden z nejstarších stromů u hrdibořických rybníků. Průměr kmene cca 130 cm. Dodnes jsou užívány názvy částí obce: Dědina, Ochmatov, Hlenik a Pastóške.

## Svárov
K Hrdibořicím patří samota Svárov, východně od obce a tvoří ji pouze jeden obytný dům. Zajímavostí je, že druhý obytný dům, stojící těsně u prvního, patří již do Dubu nad Moravou. Mnohem blíž než do Dubu je ale z této samoty do Hrdibořic. Na Svárově býval mlýn, ale ten už v době první republiky zastavil provoz. Názvy polí: Záhumenky, Včelíny, Zákopy, Olší, Dlouhé, Štívné, Osoušky, Zákopčí, Výměny, Dvorské, Díly, Spálenky, Vršiny, Kadaniny, Křivdy, Obecní trávník, Noviny, Ameriky, Nivy, Dílce, Svárov, Podolší.

## Obyvatelstvo

### Struktura
Vývoj počtu obyvatel za celou obec i za jeho jednotlivé části uvádí tabulka níže, ve které se zobrazuje i příslušnost jednotlivých částí k obci či následné odtržení.
| Místní části   | Místní části    | 1869 | 1880 | 1890 | 1900 | 1910 | 1921 | 1930 | 1950 | 1961 | 1970 | 1980 | 1991 | 2001 | 2011 |
| -------------- | --------------- | ---- | ---- | ---- | ---- | ---- | ---- | ---- | ---- | ---- | ---- | ---- | ---- | ---- | ---- |
| Počet obyvatel | část Hrdibořice | 207  | 234  | 249  | 271  | 286  | 317  | 280  | 248  | 264  | 241  | 258  | 253  | 241  | 210  |
| Počet domů     | část Hrdibořice | 40   | 40   | 40   | 45   | 48   | 51   | 53   | 57   | 58   | 63   | 66   | 63   | 75   | 76   |

## Přírodní poměry
Obec Hrdibořice se může pochlubit i přírodní zvláštností. Nachází se zde národní přírodní památka Hrdibořické rybníky. Jedná se o slatiniště, jichž na území Moravy mnoho není. Nejvzácnějšími rostlinami této lokality jsou matizna bahenní (Ostericum palustre) a potočnice drobnolistá (Nasturtium microphyllum). Z oblasti fauny zde mají své hnízdiště například potápka roháč, polák velký, polák chocholačka, moták pochop, ledňáček říční, volavka popelavá nebo labuť velká. V roce 2019 u obce zahnízdil pár poštolek rudonohých, což je první zaznamenané hnízdění těchto dravců na území Česka od roku 1973.

## Pamětihodnosti
- Kaple svatého Floriána na návsi z roku 1749
- Kaplička nad Svárovem směrem k Dubu

## Osobnosti
- František Bárta (1894–1982), lékař a překladatel francouzské prózy
- Arnošt Mrtvý (1916–1944), stíhač Královského letectva RAF